# Obrida fascialis
Obrida fascialis là một loài bọ cánh cứng trong họ Cerambycidae.